# Liste der Kulturdenkmäler in Ockenheim
In der Liste der Kulturdenkmäler in Ockenheim sind alle Kulturdenkmäler der rheinland-pfälzischen Ortsgemeinde Ockenheim aufgeführt. Grundlage ist die Denkmalliste des Landes Rheinland-Pfalz (Stand: 3. April 2024).

## Denkmalzonen
| Bezeichnung                    | Lage                      | Baujahr | Beschreibung | Bild                           |
| ------------------------------ | ------------------------- | ------- | --- | ------------------------------ |
| Denkmalzone Kloster Jakobsberg | südöstlich des Ortes Lage | 1857–62 | regional bedeutende Wallfahrtsstätte; Bruchstein-Baugruppe im Rundbogenstil: Vierzehn-Nothelfer-Wallfahrtskapelle, 1857–62, Architekt Ignaz Opfermann, Mainz, und eineinhalbgeschossiges Priesterhaus, 1864; Stationsweg mit Gusseisenreliefs, 1914; sogenannte Schwursäule, bezeichnet 1912; barockisierende Pietà, vor 1914 | weitere Bilder Fotos hochladen |

## Einzeldenkmäler
| Bezeichnung                           | Lage                                                             | Baujahr                              | Beschreibung | Bild                           |
| ------------------------------------- | ---------------------------------------------------------------- | ------------------------------------ | --- | ------------------------------ |
| ehemalige Synagoge                    | Bahnhofstraße 29 Lage                                            | letztes Viertel des 19. Jahrhunderts | orientalisierender Klinkerbau, letztes Viertel des 19. Jahrhunderts | Fotos hochladen                |
| Katholische Kirche St. Peter und Paul | Bahnhofstraße 41 Lage                                            | 1774                                 | repräsentativer spätbarocker Saalbau, bezeichnet 1774, Architekt Johannes Hotter, Groß-Ostheim | weitere Bilder Fotos hochladen |
| Wegekreuz                             | Gaulsheimer Straße Lage                                          | 1788                                 | Wegekreuz, spätbarock, bezeichnet 1788 und 1872 (renoviert) | Fotos hochladen                |
| Kreuzigungsgruppe und Grabmäler       | Gaulsheimer Straße, auf dem Friedhof Lage                        | ab 1620                              | in der modernen Friedhofshalle barocke Kreuzigungsgruppe, 1750 (?), ursprünglich unter der über dreihundertjährigen Kastanie auf dem Friedhof; Gruppe barocker Grabkreuze zwischen 1620 und 1720, zum Teil aus dem Pestjahr 1666 („Pestkreuze“); darunter für Nicolaus Algesheimer († 1629) und Nicolaus Reitz († 1729); Grabmal Valentin Joseph Klingler († 1902): Engelsfigur mit Baumstumpf auf Felssockel | Fotos hochladen                |
| Kriegerdenkmal                        | Hindenburgplatz Lage                                             | 1935                                 | Kriegerdenkmal 1914/18, Skulpturengruppe, bezeichnet 1935, 1954 erweitert | weitere Bilder Fotos hochladen |
| Kriegerdenkmal                        | Hindenburgplatz, Ecke Bahnhofstraße Lage                         | 1904                                 | Kriegerdenkmal 1866 und 1870/71, reliefierter Obelisk, bezeichnet 1904 | weitere Bilder Fotos hochladen |
| Wendelinuskapellchen                  | Mainzer Straße, bei Nr. 5 Lage                                   | 1924                                 | Putzbau, 1924, Architekt Hans Baptist Becker, Darmstadt | Fotos hochladen                |
| Michaelskapellchen                    | Mainzer Straße, bei Nr. 21 Lage                                  | 1927                                 | Treppengiebelbau, 1927 | Fotos hochladen                |
| Wohnhaus                              | Mainzer Straße 47 Lage                                           | 1753                                 | barockes Fachwerkhaus, teilweise massiv, bezeichnet 1753, im Kern eventuell älter; straßenbildprägend | Fotos hochladen                |
| Reckertskreuz                         | Mainzer Straße, bei Nr. 65 Lage                                  | 1751                                 | barocke Kreuzigungsgruppe, bezeichnet 1751 und 1869 (renoviert) | Fotos hochladen                |
| Schulhaus                             | Mainzer Straße 67 Lage                                           | 1905                                 | ehemaliges Schulhaus; zweiflügeliger Kalkbruchsteinbau, bezeichnet 1905, Architekt Heinrich Gaul, Mainz | Fotos hochladen                |
| Herz-Jesu-Denkmal                     | nördlich von Kloster Jakobsberg; Flur Jakobsberg Lage            | 1929                                 | barockisierende Sandsteinskulptur, 1929 | Fotos hochladen                |
| Marienkapellchen                      | nordöstlich des Ortes; Flur Auf dem Leger Lage                   | 1898                                 | gotisierender Klinkerbau, bezeichnet 1898 | Fotos hochladen                |
| Antoniuskapellchen                    | nördlich des Ortes am Sporkenheimer Weg; Flur Auf dem Leger Lage | um 1900                              | kleiner Bruchsteinbau, Backsteinfassade, um 1900 | Fotos hochladen                |
| Ginkelskreuz                          | östlich des Ortes am Steinkauterweg; Flur Im Katzenloch Lage     | 1756                                 | Kreuzigungsgruppe, spätbarock, 1756 | weitere Bilder Fotos hochladen |